# Bokowe (obwód kirowohradzki)
Bokowe (ukr. Бокове, do 2016 Kirowe, ukr. Кірове) – wieś na Ukrainie, w obwodzie kirowohradzkim, w rejonie kropywnyckim, w hromadzie Huriwka. W 2024 liczyła 1460 mieszkańców.